# 831
El 831 (DCCCXXXI) fou un any comú començat en diumenge del calendari julià.

## Esdeveniments

### Països Catalans
- Múrcia esdevé capital de la Cora de Tudmir.

### Món
- Rebel·lió copta a Egipte
- Publicació de la biografia de Carlemany